# River Nidd
River Nidd är ett vattendrag i Storbritannien.   Det ligger i riksdelen England, i den centrala delen av landet, 290 km norr om huvudstaden London.